# پروگرس (آدیغیه)
پروگرس (به لاتین: Progress) یک منطقهٔ مسکونی در روسیه است که در آدیغیه واقع شده‌است.